# Scopula rufinubes
Scopula rufinubes là một loài bướm đêm trong họ Geometridae.